# العهود الدينية
العهود الدينية(بالإنجليزية: Religious vows، بالفرنسية: Vœux religieux): هي عهود علنية عامة؛ يتخذها أعضاء المجتمعات الدينية فيما يتعلق بسلوكهم وممارساتهم وآرائهم.
في التقليد البوذي، وخاصة داخل تقاليد الماهايانا والفاجرايانا، يتم اتخاذ أنواعاً مختلفة من العهود الدينية من قبل المجتمع العلماني وكذلك من قبل المجتمع الرهباني، أثناء تقدمهم على مدار ممارستهم.
في التقليد المسيحي، يتم تقديم مثل هذه العهود العامة من قبل بعض رجال الدين. تعتبر العهود بمثابة استجابة حرة من الفرد لدعوة الرب، في شكل معين من أشكال الرهبانية المسيحية.